# Groß Düngen
Gross Düngen est un quartier de la commune allemande de Bad Salzdetfurth, dans l'arrondissement de Hildesheim, Land de Basse-Saxe.

## Géographie
Groß Düngen se situe dans la vallée de l'Innerste, juste au sud-ouest de l'embouchure avec la Lamme.
Groß Düngen se trouve sur la Bundesstraße 243, à l'embranchement ferroviaire de la ligne de Hildesheim à Goslar et de la ligne vers Bad Gandersheim.

## Histoire
Groß Düngen est mentionné pour la première fois en 1085.
L'église Saint-Côme-Saint-Damien est bâtie en 1733.
Groß Düngen et d'autres villages voisins forment la Samtgemeinde Düngen de Groß Düngen en 1966, laquelle fusionne ensuite en mars 1974, à l'exception de Diekholzen et Marienburg, avec Bad Salzdetfurth.

## Personnalités liées à la localité
- Joseph Hillebrand (1788-1871), philosophe
- Eduard Jakob Wedekin (1796-1870), évêque de Hildesheim
- Joseph Müller (1894–1944), prêtre catholique martyr par le nazisme
- Alexander Kurzbach (1991-2014), joueur de volley-ball

## Source, notes et références
- (de) Cet article est partiellement ou en totalité issu de l’article de Wikipédia en allemand intitulé « Groß Düngen » (voir la liste des auteurs).